# Фейлсуэрт
Фейлсуэ́рт (англ. Failsworth) — город в муниципальном районе Олдем (графство Большой Манчестер). Расположен в холмистой местности на северном берегу реки Медлок в 4,3 км к западо-северо-западу от Эштон-андер-Лайна, 4,7 км к юго-юго-западу от Олдема и 6,8 км к востоко-северо-востоку от городского центра Манчестера в пределах кольцевой автомагистрали M60.
Население (по данным переписи населения Великобритании 2001 года) — 20 555 человек.

## Известные уроженцы
- Брирли, Бенджамин (1925—1996) — английский поэт и прозаик, в честь которого в 2006 году здесь установлен памятник.
- Фуллер, Рой (1912—1991) — английский поэт и прозаик.